# Фаркаш (Вранча)
Фаркаш (рум. Farcaș) — село у повіті Вранча в Румунії. Входить до складу комуни Регіу.
Село розташоване на відстані 163 км на північ від Бухареста, 30 км на північний захід від Фокшан, 102 км на північний захід від Галаца, 96 км на схід від Брашова.

## Населення
За даними перепису населення 2002 року у селі проживали 190 осіб, усі — румуни. Усі жителі села рідною мовою назвали румунську.